# Fiat Topolino (1936)
Fiat Topolino – samochód osobowy klasy miejskiej produkowany pod włoską marką FIAT w latach 1936–1955.

## Fiat Topolino I

### Historia modelu

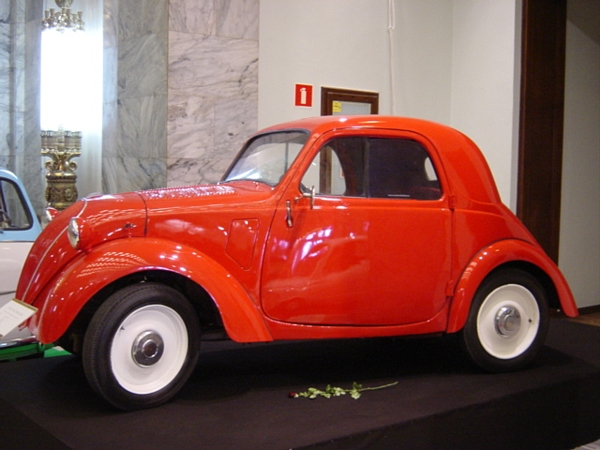
Fiat Topolino w Warszawie

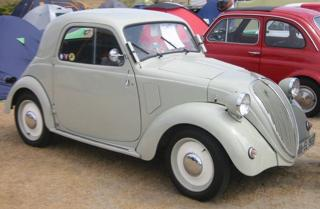
FIAT 500 A „Topolino“

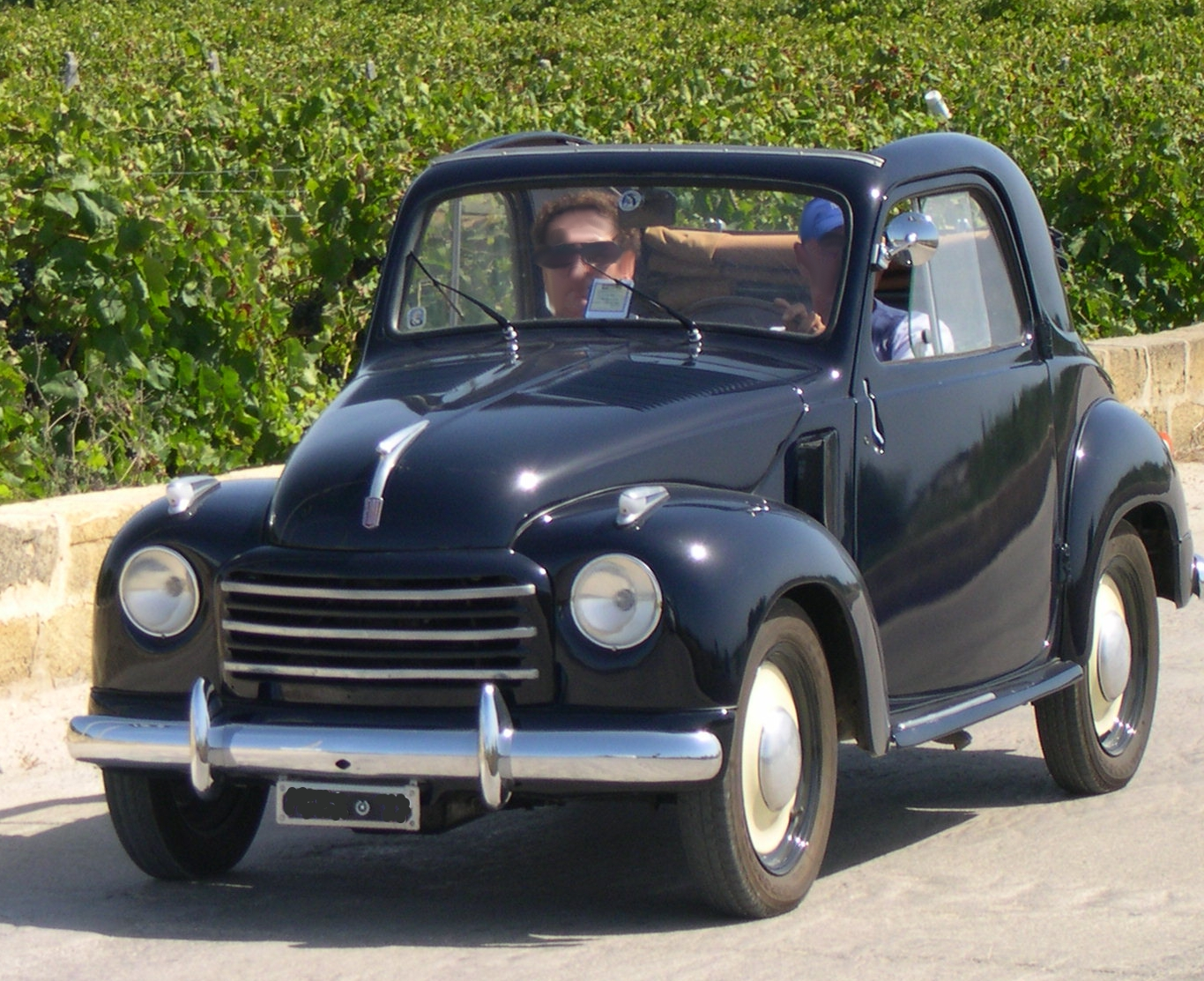
Fiat 500 C z „amerykańskim” przodem

Fiat 500A miał dolnozaworowy silnik o pojemności 569 cm³ i mocy 13 KM przy 4000 obr./min. Ze względu na małe rozmiary i szary kolor zyskał przydomek topolino (myszka). Pojazd ważył poniżej 400 kilogramów i osiągał prędkość maksymalną około 85 km/h. Przed wojną licencję na pięćsetkę zakupiła francuska Simca jako Simca Fiat 5 oraz niemieckie NSU. Montowano je także w zakładach Austro-Fiat, krótką serię zmontowano w polskich zakładach PZInż. Poza standardowym nadwoziem coupé w drezdeńskiej firmie Glaeser powstawały dwie odmiany nadwozi kabriolet, zaś Weinsberg wyprodukował niewielką liczbę stylowych nadwozi spider.
W trakcie produkcji oferowano trzy podstawowe wersje modelu Topolino:
- Fiat 500A – w latach 1936–1948, z przerwą na końcowy okres wojny i czas powojennej odbudowy (w 1944 roku zakłady koncernu Fiat zostały zbombardowane przez aliantów),
- Fiat 500B – w latach 1948–1949,
- Fiat 500C – w latach 1949–1955.

Pod koniec lat 40. wprowadzono do produkcji odmiany: Giardiniera i oklejone drewnianym ozdobami w stylu amerykańskich woody wagon – Belvedere. Były to pierwsze kombi w ofercie Fiata. W 1948 roku, wraz z wprowadzeniem modelu 500B, zastosowano ulepszony, górnozaworowy silnik o tej samej pojemności i zwiększonej mocy 16,5 KM.
Jego następcą są dwa modele: bezpośrednim Fiat 600 oraz nieco późniejszy lecz bardziej zbliżony parametrami technicznymi i nazwą Fiat 500.
Samochód wystąpił w filmie Auta 2 jako wuj Topolino.

## Dane techniczne

### Silnik
- R4 0,6 l (569 cm³), 2 zawory na cylinder, SV
- Układ zasilania: gaźnik poziomy Solex 22HD
- Średnica cylindra × skok tłoka: 52,00 mm × 67,00 mm
- Stopień sprężania: 4,5:1
- Moc maksymalna: 13 KM (9,7 kW) przy 4000 obr./min
- Maksymalny moment obrotowy: 3,3 kGm przy 2500 obr./min
- Skrzynia 4 biegowa, 3 i 4 zsynchronizowany
- Masa pojazdu 535 kg
- Prędkość maksymalna 85 km/h
- Zużycie paliwa 6 l/100km
- Zbiornik paliwa 22 litry

### Dane techniczne wersji 500 B Giardiniera kombi z 1949 roku
- R4 0,6 l (569 cm³), 2 zawory na cylinder, OHV
- chłodzenie silnika cieczą,termosyfonowe,pojemność układu chłodzenia - 4,5 litra
- Pojemność układu smarowania - 2 litry oleju
- Instalacja 12 V, akumulator 38 Ah
- Układ zasilania: gaźnik pionowy Weber 22drs
- Średnica cylindra × skok tłoka: 52,00 mm × 67,00 mm
- Stopień sprężania: 1:6,45
- Moc maksymalna: 16,5 KM (12 kW) przy 4400 obr./min
- Maksymalny moment obrotowy: 3 kGm/29,5 Nm przy 2400 obr./min
- Prędkość maksymalna 90 km/h
- Średnie zużycie paliwa 6,5 l/100km
- Masa własna 600 kg
- Pojemność zbiornika paliwa 21,5 litra

Samochód w odmianie kombi był dłuższy o 15 cm, wyższy o 5,5 cm, szerokość oraz rozstaw osi pozostał ten sam.